# Football Club Féminin Juvisy Essonne 2013-2014
Questa voce raccoglie le informazioni riguardanti la squadra femminile del Football Club Féminin Juvisy Essonne nelle competizioni ufficiali della stagione 2013-2014.

## Divise e sponsor
Per la stagione la grafica delle tenute da gioco rimane invariata rispetto alla stagione precedente, mantenendo i colori classici del club, bianco per la maglia casalinga e nero per quella da trasferta. Lo sponsor principale è Carrefour, quello tecnico Duarig.
| Casa | Trasferta |

## Organigramma societario
Area tecnica
- Allenatore: Pascal Gouzenes
- Vice allenatore:
- Preparatore dei portieri:
- Preparatore fisico: Sophie Guyennot
- Medico sociale: Richard Allain

## Rosa
Rosa, ruoli e numeri di maglia tratti dal sito footofeminin.fr.
| N. |                    | Ruolo | Calciatrice                    |
| -- | ------------------ | ----- | ------------------------------ |
| 1  | Francia (bandiera) | P     | Céline Deville                 |
| 2  | Francia (bandiera) | D     | Nelly Guilbert                 |
| 3  | Francia (bandiera) | C     | Gwenaëlle Butel                |
| 4  | Francia (bandiera) | C     | Amélie Coquet                  |
| 6  | Francia (bandiera) | C     | Sandrine Soubeyrand (capitano) |
| 7  | Francia (bandiera) | D     | Émilie Trimoreau               |
| 8  | Francia (bandiera) | C     | Inès Jaurena                   |
| 9  | Francia (bandiera) | A     | Sandrine Brétigny              |
| 10 | Francia (bandiera) | D     | Anaïg Butel                    |
| 11 | Francia (bandiera) | A     | Julie Machart                  |
| 13 | Francia (bandiera) | A     | Kadidiatou Diani               |
| 14 | Francia (bandiera) | C     | Aïssatou Tounkara              |
| 15 | Francia (bandiera) | D     | Nadia Benmokhtar               |

| N. |                    | Ruolo | Calciatrice               |
| -- | ------------------ | ----- | ------------------------- |
| 16 | Francia (bandiera) | P     | Marion Mancion            |
| 17 | Francia (bandiera) | C     | Gaëtane Thiney            |
| 18 | Francia (bandiera) | A     | Lilas Traïkia             |
| 19 | Francia (bandiera) | C     | Inès Dhaou                |
| 20 | Francia (bandiera) | C     | Alexandra Guiné           |
| 21 | Francia (bandiera) | A     | Mélissa Gomes             |
| 22 | Belgio (bandiera)  | C     | Janice Cayman             |
| 23 | Francia (bandiera) | D     | Sandrine Dusang           |
| 27 | Francia (bandiera) | D     | Julie Soyer               |
| 28 | Francia (bandiera) | A     | Camille Catala            |
| 29 | Francia (bandiera) | D     | Laure Lepailleur          |
| 30 | Francia (bandiera) | P     | Tanya De Souza            |
|    | Francia (bandiera) | A     | Andréa Compper Banguillot |

## Calciomercato

### Sessione estiva
| Acquisti | Acquisti          | Acquisti            | Acquisti              |
| R.       | Nome              | da                  | Modalità              |
| -------- | ----------------- | ------------------- | --------------------- |
| P        | Céline Deville    | Olympique Lione     | [ 1 ]                 |
| C        | Alexandra Guiné   |                     | ripresa dell'attività |
| C        | Inès Jaurena      | Issy-les-Moulineaux | [ 1 ]                 |
| A        | Sandrine Brétigny | 1. FFC Francoforte  | [ 1 ]                 |
| A        | Lilas Traïkia     | Tolosa              | [ 1 ]                 |

| Cessioni | Cessioni     | Cessioni         | Cessioni |
| R.       | Nome         | a                | Modalità |
| -------- | ------------ | ---------------- | -------- |
| P        | Iryna Zvaryč | Fortuna Hjørring |          |

## Risultati

### Division 1

#### Girone di andata
| Arbitro: | Lasalle |

|                                   |           |  |
| Thiney 17’, 82’, 90+1’ Catala 20’ | Marcatori |  |

| Arbitro: | Ily |

|                                       |           |  |
| Schelin 32’ Tonazzi 58’ Le Sommer 62’ | Marcatori |  |

| Arbitro: | Maubacq |

|                        |           |  |
| Thiney 43’ Machart 70’ | Marcatori |  |

| Arbitro: | Guillemin |

|  |           |                                              |
|  | Marcatori | 50’ Thiney 82’ (rig.) Machart 90+3’ Tounkara |

| Arbitro: | Vanstaevel |

|                                 |           |             |
| Thiney 2’ (rig.), 50’ Gomes 89’ | Marcatori | 29’ Ribeyra |

| Arbitro: | Bartnick |

|  |           |                                           |
|  | Marcatori | 13’ (rig.) Thiney 67’ Guilbert 84’ Coquet |

| Arbitro: | Maubacq |

|            |           |                                 |
| Catala 41’ | Marcatori | 9’ (rig.) Bourgouin 71’ Djebbar |

| Arbitro: | Craipeau |

|                   |           |                 |
| Utsugi 73’ (rig.) | Marcatori | 31’, 54’ Thiney |

| Arbitro: | Guillemin |

|                       |           |             |
| Thiney 11’ Catala 57’ | Marcatori | 53’ Hurault |

| Arbitro: | Mougeot |

|                         |           |                                        |
| Saïdi 53’ Rougemont 80’ | Marcatori | 14’, 55’ Thiney 36’ Brétigny 86’ Gomes |

| Arbitro: | Bonnin |

|  |           |              |
|  | Marcatori | 38’ Brétigny |

#### Girone di ritorno
| Arbitro: | Labadot-Cadinot |

|  |           |                                          |
|  | Marcatori | 5’ Abily 37’, 53’ Henry 51’ (aut.) Butel |

| Arbitro: | Bartnik |

|                        |           |                                   |
| Iloudje 32’ Bultel 71’ | Marcatori | 45’ Traïkia 47’ Catala 56’ Thiney |

| Arbitro: | Meunier |

|                         |           |            |
| Brétigny 56’ Thiney 89’ | Marcatori | 17’ Moreau |

| Arbitro: | Efe |

|           |           |                                                                  |
| Augis 87’ | Marcatori | 45’ Tounkara 26’, 33’ Thiney 45’ Jaurena 61’ Brétigny 74’ Catala |

| Arbitro: | Labadot-Cadinot |

|            |           |  |
| Thiney 21’ | Marcatori |  |

| Arbitro: | Meunier |

|           |           |                                         |
| Faure 70’ | Marcatori | 20’ Catala 47’, 73’ Thiney 69’ Brétigny |

| Arbitro: | Archat |

|                         |           |             |
| Catala 39’ Brétigny 49’ | Marcatori | 63’ Beattie |

| Arbitro: | Vanstaevel |

|                      |           |                                                                                 |
| Baldé 57’ Robert 72’ | Marcatori | 5’ Cayman 39’ Coquet 43’ Catala 51’ Soubeyrand 79’ Machart-Rabanne 86’ Brétigny |

| Arbitro: | Archat |

|                                               |           |  |
| Thiney 18’ Tounkara 64’ Machart-Rabanne 90+3’ | Marcatori |  |

| Arbitro: | Craipeau |

|                        |           |                     |
| Thiney 6’ Guilbert 85’ | Marcatori | 16’ Delie 74’ Horan |

| Arbitro: | Lassalle |

|  |           |                                                                                         |
|  | Marcatori | 15’ Catala 22’, 80’, 85’ Thiney 27’, 78’ Dusang 28’ Dian 45’ Guilbert 63’, 65’ Brétigny |

### Coppa di Francia
| Quimper 26 gennaio 2014, ore 14:30 CET 2º turno federale             | Quimper Cornouaille | 0 – 3 referto 2                    | FCF Juvisy | Stade de Penvillers |
| \| \| \| \| \| \| Marcatori \| 1t’ Cayman 2t’ Thiney 2t’ Bretigny \| |                     |                                    |            |                     |
|                                                                      |                     |                                    |            |                     |
|                                                                      | Marcatori           | 1t’ Cayman 2t’ Thiney 2t’ Bretigny |            |                     |

| Bondoufle 16 febbraio 2014, ore --:-- CET Sedicesimi di finale                                                       | FCF Juvisy | 8 – 0 referto referto 2 | Compiègne | Stadio Robert Bobin |
| \| \| \| \| \| Thiney 5’, 40’ Brétigny 23’ Catala 33’, 83’ Coquet 45’ Lepailleur 61’ Cayman 90+2’ \| Marcatori \| \| |            |                         |           |                     |
| |            |                         |           |                     |
| Thiney 5’, 40’ Brétigny 23’ Catala 33’, 83’ Coquet 45’ Lepailleur 61’ Cayman 90+2’                                   | Marcatori  |                         |           |                     |

| 16 marzo 2014, ore 15:00 CET Ottavi di finale                                 | VGA Saint-Maur | 0 – 4 referto                               | FCF Juvisy |  |
| \| \| \| \| \| \| Marcatori \| 21’ Coquet 73’ Diani 77’ Catala 82’ Jaurena \| |                |                                             |            |  |
|                                                                               |                |                                             |            |  |
|                                                                               | Marcatori      | 21’ Coquet 73’ Diani 77’ Catala 82’ Jaurena |            |  |

| Arbitro: | Maubacq |

|  |           |            |
|  | Marcatori | 19’ Catala |

| Arbitro: | Bonnin |

|  |           |                                                     |
|  | Marcatori | 39’ Cruz 44’ Horan 56’ Bresonik 70’, 72’, 81’ Delie |

## Statistiche

### Statistiche di squadra
| Competizione     | Punti | In casa | In casa | In casa | In casa | In casa | In casa | In trasferta | In trasferta | In trasferta | In trasferta | In trasferta | In trasferta | Totale | Totale | Totale | Totale | Totale | Totale | DR  |
| Competizione     | Punti | G       | V       | N       | P       | Gf      | Gs      | G            | V            | N            | P            | Gf           | Gs           | G      | V      | N      | P      | Gf     | Gs     | DR  |
| ---------------- | ----- | ------- | ------- | ------- | ------- | ------- | ------- | ------------ | ------------ | ------------ | ------------ | ------------ | ------------ | ------ | ------ | ------ | ------ | ------ | ------ | --- |
| Division 1       | 77    | 11      | 8       | 1       | 2       | 22      | 12      | 11           | 10           | 0            | 1            | 42           | 12           | 22     | 18     | 1      | 3      | 64     | 24     | +40 |
| Coppa di Francia | -     | 3       | 3       | 0       | 0       | 8       | 0       | 2            | 1            | 0            | 1            | 8            | 6            | 5      | 4      | 0      | 1      | 16     | 6      | +10 |
| Totale           | -     | 14      | 11      | 1       | 2       | 30      | 12      | 13           | 11           | 0            | 2            | 50           | 18           | 27     | 22     | 1      | 4      | 80     | 30     | +50 |

### Andamento in campionato
| Giornata  | 1 | 2 | 3 | 4 | 5 | 6 | 7 | 8 | 9 | 10 | 11 | 12 | 13 | 14 | 15 | 16 | 17 | 18 | 19 | 20 | 21 | 22 |
| --------- | - | - | - | - | - | - | - | - | - | -- | -- | -- | -- | -- | -- | -- | -- | -- | -- | -- | -- | -- |
| Luogo     | C | T | C | T | C | T | C | T | C | T  | T  | C  | T  | C  | T  | C  | T  | C  | T  | C  | C  | T  |
| Risultato | V | P | V | V | V | V | P | V | V | V  | V  | P  | V  | V  | V  | V  | V  | V  | V  | V  | N  | V  |
| Posizione | 1 | 6 | 4 | 3 | 4 | 4 | 4 | 3 | 3 | 3  | 2  | 3  | 3  | 3  | 3  | 3  | 3  | 3  | 3  | 3  | 3  | 3  |

Legenda:

Luogo: C = Casa; T = Trasferta. Risultato: V = Vittoria; N = Pareggio; P = Sconfitta.

### Statistiche delle giocatrici
| Giocatore             | Division 1 | Division 1 | Division 1  | Division 1 | Coppa di Francia | Coppa di Francia | Coppa di Francia | Coppa di Francia | Totale   | Totale | Totale      | Totale     |
| Giocatore             | Presenze   | Reti       | Ammonizioni | Espulsioni | Presenze         | Reti             | Ammonizioni      | Espulsioni       | Presenze | Reti   | Ammonizioni | Espulsioni |
| --------------------- | ---------- | ---------- | ----------- | ---------- | ---------------- | ---------------- | ---------------- | ---------------- | -------- | ------ | ----------- | ---------- |
| N. Benmokhtar         | 4          | 0          | 0           | 0          | ?                | ?                | ?                | ?                | 4+       | 0+     | 0+          | 0+         |
| S. Brétigny           | 18         | 9          | 3           | 0          | 2                | 1                | ?                | ?                | 20       | 10     | 3+          | 0+         |
| A. Butel              | 20         | 0          | 1           | 0          | ?                | ?                | ?                | ?                | 20+      | 0+     | 1+          | 0+         |
| G. Butel              | 10         | 0          | 0           | 0          | ?                | ?                | ?                | ?                | 10+      | 0+     | 0+          | 0+         |
| C. Catala             | 21         | 9          | 1           | 0          | 4+               | 4                | ?                | ?                | 25+      | 13     | 1+          | 0+         |
| J. Cayman             | 21         | 1          | 3           | 0          | 2                | 2                | ?                | ?                | 23       | 3      | 3+          | 0+         |
| A. Compper Banguillot | 0          | 0          | 0           | 0          | ?                | ?                | ?                | ?                | 0+       | 0+     | 0+          | 0+         |
| A. Coquet             | 21         | 2          | 1           | 0          | 2+               | 2                | ?                | ?                | 23+      | 4      | 1+          | 0+         |
| T. De Souza           | 0          | 0          | 0           | 0          | ?                | ?                | ?                | ?                | 0+       | 0+     | 0+          | 0+         |
| C. Deville            | 21         | -24        | 0           | 0          | ?                | ?                | ?                | ?                | 21+      | -24+   | 0+          | 0+         |
| I. Dhaou              | 1          | 0          | 0           | 0          | ?                | ?                | ?                | ?                | 1+       | 0+     | 0+          | 0+         |
| K. Diani              | 6          | 1          | 0           | 0          | 1+               | 1                | ?                | ?                | 7+       | 2      | 0+          | 0+         |
| S. Dusang             | 9          | 2          | 0           | 0          | ?                | ?                | ?                | ?                | 9+       | 2+     | 0+          | 0+         |
| M. Gomes              | 5          | 2          | 0           | 0          | ?                | ?                | ?                | ?                | 5+       | 2+     | 0+          | 0+         |
| N. Guilbert           | 21         | 3          | 2           | 0          | ?                | ?                | ?                | ?                | 21+      | 3+     | 2+          | 0+         |
| A. Guiné              | 7          | 0          | 1           | 0          | ?                | ?                | ?                | ?                | 7+       | 0+     | 1+          | 0+         |
| I. Jaurena            | 19         | 1          | 0           | 0          | 1+               | 1                | ?                | ?                | 20+      | 2      | 0+          | 0+         |
| L. Lepailleur         | 1          | 0          | 0           | 0          | 1+               | 1                | ?                | ?                | 2+       | 1      | 0+          | 0+         |
| M. Mancion            | 1          | 0          | 0           | 0          | ?                | ?                | ?                | ?                | 1+       | 0+     | 0+          | 0+         |
| G. Thiney             | 22         | 25         | 2           | 0          | 4+               | 3                | ?                | ?                | 26+      | 28     | 2+          | 0+         |
| A. Tounkara           | 10         | 3          | 0           | 0          | 1+               | 0                | ?                | ?                | 11+      | 3      | 0+          | 0+         |